# مجتمع پالایشگاه پاراگوانا
مجتمع پالایشگاه پاراگوانا (به اسپانیایی: Centro de Refinación de Paraguaná) پالایشگاه نفت مستقر در پونتو فیجو، ونزوئلا است، که متعلق به شرکت پترولئوس دی ونزوئلا می‌باشد.
پالایشگاه پاراگوانا که در سال ۱۹۴۹ فعالیت خود را آغاز نموده، هم‌اکنون با ظرفیت تولید نفت خامی معادل ۹۵۵٫۰۰۰ بشکه در روز، به‌عنوان سومین پالایشگاه جهان، شناخته می‌شود. این مجتمع پالایشی، از سه پالایشگاه بنام‌های پالایشگاه اوای، پالایشگاه کادون و پالایشگاه گرانده تشکیل شده‌است.

## فرسودگی و بازسازی
پس از تیره شدن روابط ونزوئلا با ایالات متحده آمریکا، تحریم این کشور توسط آمریکا، سرمایه‌گذاری اندک در این پالایشگاه، گذشت زمان و عدم تعمیرات اساسی، باعث فرسودگی پالایشگاه و از کارافتادن برخی از بخش‌های آن شد.همین موضوع باعث درخواست ونزوئلا از ایران برای تعمیر و سرپاسازی این پالایشگاه شد و در سال ۱۴۰۱ ایران برای بازسازی این پالایشگاه طی قردادی با ونزوئلا اقدام کرد.